# Херман Пецела
Херман Алехо Пецела (шп. Germán Alejo Pezzella; Баија Бланка, 27. јун 1991) је аргентински фудбалер који тренутно наступа за Ривер Плејт. Игра на позицији одбрамбеног играча.

## Успеси
Ривер Плејт
- Прва лига Аргентине (1) : 2014. Финал[5]
- Куп шампионата  (1) : 2014.[6]
- Примера Б Насионал  (1) : 2011/12.[7]
- Копа судамерикана  (1) : 2014.[8]
- Рекопа судамерикана  (1) : 2015.[9]

 Бетис
- Куп Шпаније (1) : 2021/22.[10]

 Аргентина до 22
- Панамеричке игре:  2011.[11]

 Аргентина
- Светско првенство (1) :  2022.[12]
- Копа Америка (2) :  2021,[13] 2024,[14]  2019.[15]
- Куп шампиона КОНМЕБОЛ—УЕФА (1) :  2022.[16]